# Инженерная улица (Зеленогорск)
Инжене́рная у́лица — улица в городе Зеленогорске Курортного района Санкт-Петербурга. Проходит от Сапожной улицы до Институтской улицы.
Название появилось в послевоенный период. Его этимология не установлена.
Согласно проекту планировки, Инженерную улицу планируется продлить на 640 метров на восток.